# Пигалова, Зульфия
Зульфия Пигалова (род. 1955) — советская биатлонистка, чемпионка и серебряный призёр чемпионата СССР (1979).

## Биография
Выступала за спортивный клуб «Мечел» и город Челябинск.
В марте 1979 года принимала участие в первом в истории чемпионате СССР по биатлону среди женщин, проходившем в городе Губаха Пермской области. В спринтерской гонке на 5 км выиграла серебряные медали, уступив Октябрине Соколовой, а в эстафете вместе с Соколовой и Людмилой Сидоровой стала чемпионкой страны.
Неоднократно становилась призёром международных соревнований.
По окончании спортивной карьеры работала на Челябинском металлургическом заводе, оператор диспетчерской службы Прокатного цеха № 5. Принимает участие в ветеранских соревнованиях по лыжным гонкам.